# 晶粒

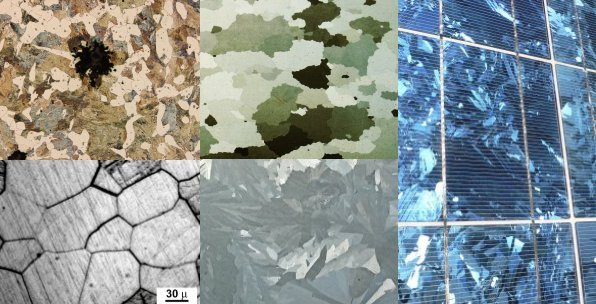
由許多晶粒組成的多晶結構。由左上角順時針依序為：
a) 展性鑄鐵（又稱為可鍛鑄鐵）
b) 已除去表面鍍膜的電工鋼
c) 多晶矽太陽能電池
d) 經過熱浸鍍鋅處理的鋼鐵表面
e) VT22鈦合金經酸性蝕刻液處理後的金相顯微鏡照片，晶界明顯可見

晶粒（crystallite、crystal grain）是指微小的或微米尺度的晶体。多晶体由许多不同大小和取向的晶粒组成，視不同之成長與加工過程，多晶體中的晶粒取向可能都均勻地隨機分佈形成隨機織構，也可能表現出多數晶粒都朝某一特定取向，而形成特定的擇優取向。
多晶体内晶粒之间的接触区域称为晶界。粉粒（powder grain）与晶粒的意义不同，它可指由许多晶粒组成的多晶体粉末颗粒。
晶粒度是评价晶粒大小（crystallite size、grain size）的度量。在中文圈半導體業界所稱晶粒（die）則是完全不同東西，是芯片封裝內的加工完成的矽部分。

## 細節

材料結構不同程度的秩序，圖示為單晶、多晶以及無秩序非晶。

晶體尺寸通常可以X光繞射圖案衡量，而晶粒尺寸則須以其他實驗方法，如穿透式電子顯微鏡等才能較精確量測。生活周遭可見的固體物件大多都不是純粹的單晶，但也有一些例外，如部分寶石、電子業用的單晶矽、某些種類的纖維、鎳基超合金製成的渦輪引擎、雪地中的冰晶(直徑有時可超過半米長)。多數材料都是由有許多單晶晶粒組成的多晶結構，晶粒與晶粒之間有數層極薄的非晶固體接合，晶粒尺寸視不同情況小可至數奈米，大可至數毫米皆有。

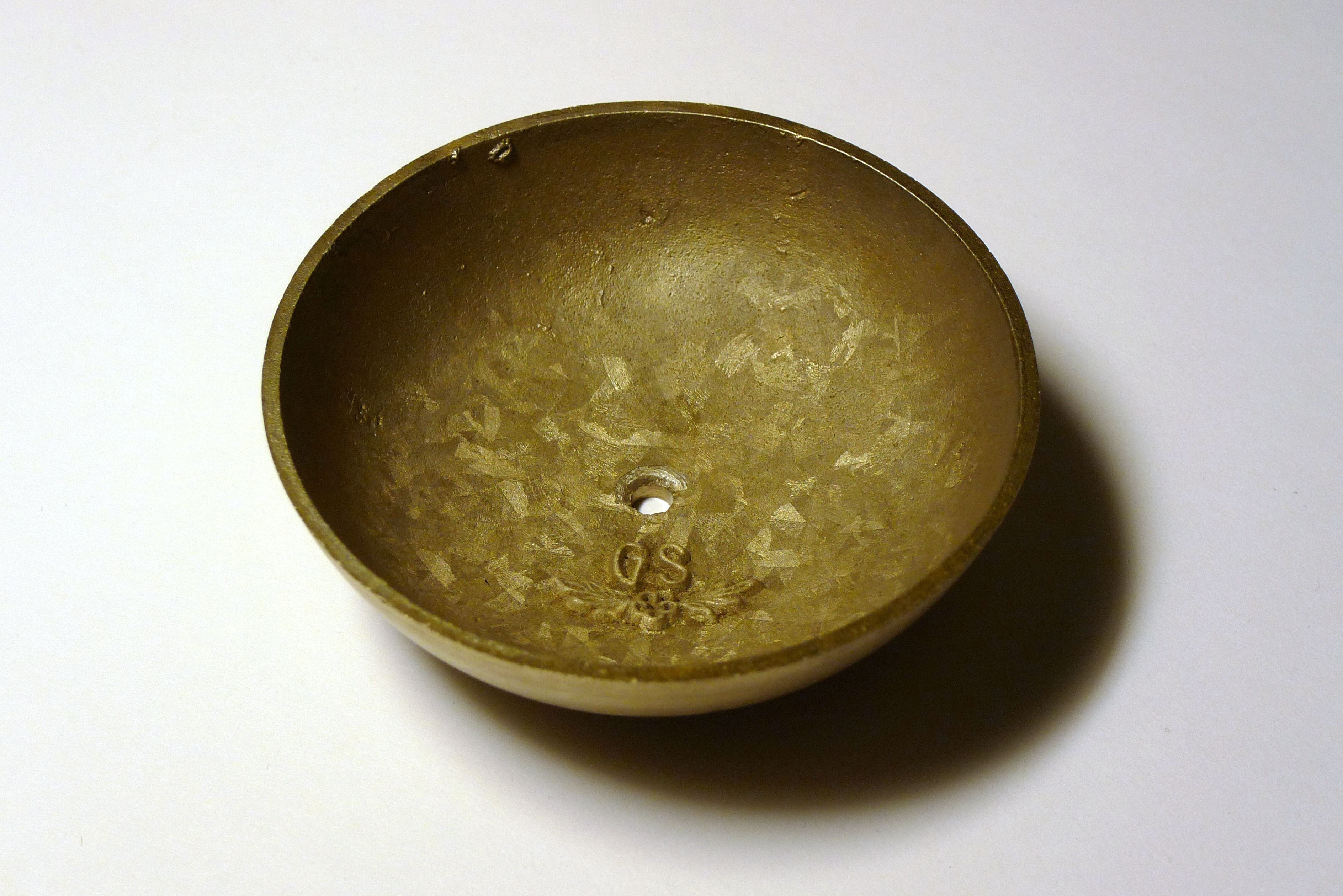
青銅鐘的一部分，肉眼可見其碩大的晶粒。

多晶結構中，倘若各晶粒的排列方向雜亂而隨機，則此多晶材料大略具有等向性。等向性的特色可以用來簡化一些連續介質力學中的假設，讓力學理論的計算也能套用在實際的材料運用上。然而，許多多晶材料的晶粒排列方向會或多或少朝特定的方向分佈，形成所謂的織構，當需要精準預測多晶材料的性質與行為時，則定要將織構納入考量。而當一多晶材料的晶粒大致整齊排列但略有隨機方向分佈，則吾人可稱此材料趨近鑲嵌晶體。
材料破斷時，可以依照裂縫通過晶粒的方式分為沿晶破壞與穿晶破壞，是材料破損分析中重要的判斷指標。晶粒也會對粉末大小的量測產生影響，因為一顆粉末顆粒可能含有數個晶粒，所以，用雷射粒徑分析儀測得的粉末顆粒大小可能會異於用謝樂法X光繞射、極化光光學顯微鏡、掃描式電子顯微鏡背向散射等方法所測得的粉末顆粒大小。
地質學家也可以利用岩石中的晶粒大小判斷岩石生成時的地質環境，粗大的晶粒代表岩石形成的過程相當緩慢，反之細小的晶粒代表岩石形成的過程相當快速。如果岩石形成的過程相當快速，通常是火山噴出的岩漿快速冷凝的結果，甚至可能產生非晶結構，例如黑曜岩的形成。

## 註記
1. ↑  J. R. Petit, R. Souchez, N. I. Barkov, V. Ya. Lipenkov, D. Raynaud, M. Stievenard, N. I. Vassiliev, V. Verbeke, and F. Vimeux. . Science. 10 December 1999, 286 (5447): 2138–41. PMID 10591641. doi:10.1126/science.286.5447.2138.

## 延伸閱讀
- Lau, J.  (PDF). Journal of Research of the National Institute of Standards and Technology (National Institute of Science and Technology). 2009, 114 (1): 57  [2017-11-27]. doi:10.6028/jres.114.005. （原始内容存档 (PDF)于2018-06-02）.